# سیارک ۳۵۹۶
سیارک ۳۵۹۶ (به انگلیسی: 3596 Meriones، نامگذاری:1985VO) سه هزار و پانصد و نود و ششمین سیارک کشف شده‌است که در ۱۴ نوامبر ۱۹۸۵ کشف شد.
قدر مطلق سیارک برابر ۹٫۲۰ است.